# Radek Faksa
Radek Faksa (Vítkov, República Checa, 9 de enero de 1994) es un jugador profesional checo de hockey sobre hielo que se desempeña en la posición de centro en Dallas Stars, equipo de la National Hockey League (NHL).

## Carrera
Fue seleccionado en la primera ronda en la NHL Entry Draft de 2012. En 2015 hizo su debut profesional con el equipo Dallas Stars, donde lleva jugando nueve temporadas.